# Elsteraue
Elsteraue er en kommune i Burgenlandkreis i den sydlige del af den tyske delstat Sachsen-Anhalt, beliggende nordøst for byen Zeitz, og i hjørnet hvor grænserne mellem Sachsen, Thüringen og Sachsen-Anhalt mødes.
Kommunen blev dannet 1. juli 2003 ved en sammenlægning af de tidligere selvstændige kommuner Bornitz, Draschwitz, Göbitz, Könderitz, Langendorf, Profen, Rehmsdorf, Reuden, Spora og Tröglitz med Techwitz.